# Acanthoderes linsleyi
Acanthoderes linsleyi es una especie de escarabajo del género Acanthoderes, familia Cerambycidae. Fue descrita científicamente por Chemsak & Hovore en 2002.
Se distribuye por Guatemala, México y Honduras. Posee una longitud corporal de 11,5-17 milímetros. El período de vuelo de esta especie ocurre en los meses de mayo, junio y julio.